# TuS Mayen 1886/1914
TuS Mayen 1886/1914 is een Duitse voetbalclub uit Mayen, Rijnland-Palts.

## Geschiedenis
Ook in Mayen sloeg de turnmicrobe toe zoals in heel Duitsland. Na mislukte pogingen om een club op te richten in 1864 en 1884 werd op 23 september 186 door 25 sportievelingen de Turnverein Mayen gesticht. In 1890 vonden de eerste officiële wedstrijden plaats. Met de bouw van een nieuwe turnhal verzeilde de club in een zware financiële crisis, waarop ook vele leden de club verlieten. Na een nieuw bestuur gingen de zaken beter en groeide het lidmaatschap tot 800 leden. Het aanbod van sporten was niet enkel op turnen gericht, ook enkele balsporten waaronder voetbal behoorden tot het aangebod.
In 1939 fuseerde de club gedwongen met SV Rheinland 1914 Mayen. De naam van de nieuwe club werd TuS Mayen 1886/1914. In 1945 werd in Mayen ook de Spiel-und Sportverein Mayen opgericht, dat later de naam SV Rheiland Mayen aannam en dus niet dezelfde club is als Rheinland 1914.
Het turnen werd door de Franse bezetter na de oorlog verboden alsook de benaming Turn- und Sportverein. Om de bekende afkorting TuS te behouden werd gekozen voor Tennis- und Sportverein, maar ook dit werd na een tijdje verboden waarop de naam 1. SC Mayen 1886/1914 aangenomen werd tot later weer de oorspronkelijke naam aangenomen mocht worden.
In 1963 kwalificeerde de club zich voor de nieuwe Rheinlandliga, toen de derde klasse en speelde daar tot 1969 en opnieuw vanaf 1973. In 1978 kwalificeerde de club zich niet voor de nieuwe Oberliga Südwest, die nu als derde klasse fungeerde. Twee jaar later werd de club kampioen en promoveerde. De club werd een liftploeg tussen de Oberliga en de Rheinlandliga. Langste verblijven in de Oberliga waren van 1989 tot 1995 en van 2001 tot 2010.